# Monolepta nepalensis
Monolepta nepalensis es una especie de insecto coleóptero de la familia Chrysomelidae.
Fue descrita científicamente en 1970 por Kimoto.